# Porotrichum tenuicostatum
Porotrichum tenuicostatum là một loài rêu trong họ Neckeraceae. Loài này được (Hampe) Paris mô tả khoa học đầu tiên năm 1898.